# Veddriq Leonardo
Veddriq Leonardo (* 11. března 1997 Pontianak) je reprezentant Indonésie ve sportovním lezení. Je vysoký 162 cm a specializuje se na lezení na rychlost. Je studentem Universitas Tanjungpura.
Lezení se věnuje od střední školy, v roce 2014 se zúčastnil prvního národního šampionátu a v roce 2018 debutoval ve Světovém poháru ve sportovním lezení v Moskvě, kde skončil třetí. Téhož roku byl členem vítězné indonéské štafety v rychlostním lezení na domácích Asijských hrách. V roce 2019 získal na mistrovství Asie ve sportovním lezení zlatou medaili v soutěži jednotlivců a stříbro ve štafetě. V letech 2021 až 2023 vyhrál třikrát po sobě celkové hodnocení Světového poháru. Roku 2022 vyhrál Světové hry v americkém Birminghamu. Na Asijských hrách 2022 byl druhý se štafetou a třetí v individuální soutěži. Roku 2023 zvítězil na Plážových hrách v saúdskoarabském Neomu. 
Vyhrál také při olympijské premiéře lezení na rychlost jako samostatné disciplíny na pařížské olympiádě v roce 2024. V kvalifikaci dosáhl nejrychlejšího času 4,79 s, ve vyřazovací části zdolal Bassu Mawema a Rezu Alípúra a ve finále porazil Číňana Wu Pchenga.
Pětkrát překonal světový rekord v lezení na rychlost. Na Světovém poháru v Salt Lake City 28. května 2021 dosáhl času 5,20 s. Na závodech v Soulu 28. dubna 2023 jako první člověk v historii překonal pětisekundovou hranici, když vytvořil nový rekord 4,984 s a téhož dne ho vylepšil na 4,90 s. O tento rekord ho po roce připravil Američan Samuel Watson, avšak na olympiádě Leonardo zaznamenal nové rekordní časy 4,79 s a 4,75 s.